# Parastasia andamanae
Parastasia andamanae är en skalbaggsart som beskrevs av Ghai, Dali Chandra och Ramamurthy 1988. Parastasia andamanae ingår i släktet Parastasia och familjen Rutelidae. Inga underarter finns listade i Catalogue of Life.